# Baelen
Baelen (in olandese Balen, in ripuario Bååle, in vallone Bailou) è un comune della Comunità francofona del Belgio situato nella regione Vallonia nella provincia di Liegi.

## Statuto linguistico
Si tratta di un comune in cui è disposto l'insegnamento delle lingue minoritarie (tedesco e neerlandese) e potenzialmente a statuto speciale, per l'uso delle lingue minoritarie anche in campo amministrativo (art. 16 L. 18/07/1966 uso delle lingue in materia amministrativa) per il quale però è necessaria una richiesta del consiglio comunale, una delibera reale ed un provvedimento di legge.

## Storia
Sedici civili uccisi per colpi di arma da fuoco e otto case distrutte probabilmente da parte del 35º e del 20º reggimento dell'Armata Imperiale tedesca l'8 agosto 1914, nel periodo iniziale dell'invasione tedesca del Belgio durante la prima guerra mondiale.

## Località
- Membach

## Monumenti
La Chiesa di San Paolo possiede un campanile ricurvo, costruito verso il 1545 sulle basi di una torre del XII secolo.